# Мельников, Николай Иванович
Николай Иванович Мельников (19 декабря 1924 Петровка, Борский район, Самарская губерния, РСФСР, СССР ― 31 января 2002 Самара, Самарская область, Россия) ― советский и российский педагог, учитель, участник Великой Отечественной войны, заслуженный учитель РСФСР, почётный гражданин города Куйбышева (1984).

## Биография
Родился 19 декабря 1924 года в селе Петровка, Борского района Самарской губернии в крестьянской семье. С детства познал тяжёлый труд крестьянина. В начале Великой Отечественной войны, когда всё мужское население было призвано на фронт, Николай стал работать. Учителей не хватало и он начал преподавать математику и физику. В 1941 году его отец был призван на фронт и в этом же году погиб. Мельников также просился отправить его в ряды Красной Армии. Когда начали призывать его сверстников, военком выдал бронь как на механизатора и учителя математики. Летом 1942-го окончил Петровскую школу, получил аттестат с отличием и был призван в Красную Армию.
В августе 1943 года был направлен в 23-й гвардейский Белгородский Краснознаменный бомбардировочный авиационный полк Дальней авиации. Участник Великой Отечественной войны. Летал в составе экипажа дальнего бомбардировщика механиком-радистом. 19 июня 1944 года был представлен к награде медалью «За отвагу», а 19 мая 1945 года был награждён орденом Красной Звезды. Принимал участие в боях за Белград, Ленинград, воевал в Польше, Чехословакии.
После окончания войны, он ещё пять послевоенных лет служил старшим радиомехаником эскадрильи в составе советских оккупационных войск в Германии. Демобилизовался только в 1950 году. Сразу же поступил на физико-математический факультет в Куйбышевский педагогический институт, в котором завершил обучение с отличием в 1954 году. В институте познакомился он со своей будущей супругой - Зоей, с которой прожил счастливо 48 лет. 
Общий педагогический стаж составил 47 лет, 37 из которых он проработал в школе №63 города Куйбышева, с 1962 до августа 2000 года. Является автором 16 опубликованных методических разработок, 30 лет руководил школьной коротковолновой радиостанцией, позывные которой принимали многие десятки радиолюбителей во всём мире. Более 20 лет проводил методические семинары на курсах повышения квалификации при областном институте усовершенствования учителей. Физика для него была делом всей жизни.
Активно и плодотворно занимался общественной деятельностью. В 1998 году вошёл в состав общественного консультативного совета при Главе города Самары. 
В 1984 году за плодотворную работу по коммунистическому воспитанию подрастающего поколения, многолетнюю высокопрофессиональную педагогическую деятельность, активное участие в Великой Отечественной войне Николаю Ивановичу было присвоено звание «Почётный гражданин города Куйбышева».
Проживал в городе Самаре. Умер 31 января 2002 года.

## Награды и звания
- Орден Ленина;
- Орден Отечественной войны II степени;
- Орден Красной Звезды;
- Орден «Знак Почёта»;
- Медаль «За отвагу»;
- Медаль «В ознаменование 100-летия со дня рождения Владимира Ильича Ленина». За воинскую доблесть;
- Медаль «За оборону Ленинграда»;
- Медаль «За победу над Германией в Великой Отечественной войне 1941—1945 гг.»;
- Медаль Жукова;
- Медаль «В память 250-летия Ленинграда»;
- Юбилейная медаль «30 лет Советской Армии и Флота»;
- Заслуженный учитель школы РСФСР;
- Отличник просвещения;
- другими медалями[какими?];
- Почётный гражданин города Куйбышева, (1984).

## Память
- Муниципальному общеобразовательному учреждению средней общеобразовательной школе № 63 с углублённым изучением отдельных предметов г. Самары, на основании постановления Самарской Городской Думы № 251 от 26 июня 2003 года, было присвоено имя Почётного гражданина города Самары Мельникова Николая Ивановича.